# Portuguès europeu
| Português Europeu                                                       | Português Europeu |
| ----------------------------------------------------------------------- | ----------------- |
| Parlat a Portugal i Macau (i Galícia, per a la majoria de la filologia) |                   |
| Total de parlants: uns 15 milions(+3-4 milions de parlants de gallec)   |                   |
| Estatut oficial                                                         |                   |
| Regulat per Academia de Ciências de Lisboa                              |                   |
| Regulat per la Real Academia Galega a Galícia                           |                   |
| Principal responsable per la divulgació mundial                         |                   |
| Instituto Camões                                                        |                   |
| Diccionaris                                                             |                   |
| Dicionário da Academia de Ciências de Lisboa: 70 mil                    |                   |
| Dicionário Porto Editora (2008): 243.000                                |                   |
| Dicionário Universal da Língua Portuguesa                               |                   |
| Dicionário Lello                                                        |                   |
| Dicionário Estraviz (en línia)                                          |                   |

El portuguès europeu (en portuguès: português europeu o português lusitano o português de Portugal) és la designació donada a la varietat lingüística de la língua portuguesa (llengua portuguesa) parlada al Portugal continental, a Galícia, a la regió occidental d'Astúries i de la comarca del Bierzo, a les regions autònomes de Madeira i les Açores, i pels emigrants portuguesos i gallecs distribuïts pel món, englobant els seus dialectes regionals, vocabulari, gramàtica i ortografia.
D'acord amb la legislació de la Unió Europea, el portuguès és una de les llengües oficials de la Unió (essent llengua de treball del Parlament Europeu però no de la Comissió Europea) pel que en textos internacionals de la Unió com en els seus respectius llocs oficials, es fa servir la norma europea de la llengua portuguesa. També s'ensenya el portuguès europeu a Espanya, sobretot a Extremadura i a tot el món a través de l'Instituto Camões. Políticament, es considera el gallec una llengua diferent del portuguès i oficialment segueix una normativa que l'acosta més a l'espanyol que a la resta de parles galaicoportugueses.
Quan no hi ha normes pròpies els altres països lusòfons (amb l'excepció del Brasil) segueixen les convencions de la norma portuguesa europea.
L'anomenada variedade padrão del portuguès europeu està, segons alguns autors, constituïda pel “conjunt dels usos lingüístics de les classes cultes de la regió Lisboa-Coimbra”. Altres autors consideren el português europeu padrão com la varietat centre-meridional usada a Lisboa per parlants cultes.
El portuguès europeu és regulat per l'Academia de Ciências de Lisboa.

Mapa cronològic que mostra el desenvolupament del portuguès/gallec

El gallec, varietat lingüística amb el mateix origen que el portuguès, és considerat per algunes comunitats científiques de Portugal i de Galícia com a diferent del portuguès, tant per la seva profunda divergència (multisecular, fruit de la frontera política entres els Estats espanyol i portuguès) que el separa del portuguès en diferents nivells (fonologia, morfosintaxi, sintaxi, lèxic, etc.), com pel fet d'haver-hi a Portugal i a Galícia llengües estàndard (normes lingüístiques codificades, una seguint la tradició literària galaicoportuguesa i l'altra seguint una ortografia més acostada a la de l'espanyol) diferents.
L'ens regulador del gallec (en la seva ortografia anomenada pels seus detractors aïllacionista) i oficial és la Real Academia Galega.
D'altra banda, hi ha sectors científics a Galícia i majoritàriament fora d'aquesta que consideren els diversos parlars com a variants geogràfiques del mateix idioma (portuguès o gallec-portuguès). Sostenen que les diferències existents, especialment entre el portuguès europeu i el gallec, són normals en qualsevol llengua amb un considerable nombre de parlants, són mínimes i la major part d'elles són per la influència de la llengua castellana a Galícia, resultat de segles de minorització lingüística. De fet, des del sector anomenat reintegracionista o lusista hi ha una proposta ortogràfica per al gallec convergent amb la resta de parles portugueses arreu del món.
L'ens regulador d'aquesta ortografia per al gallec s'anomena AGAL.

## Fonologia

### Fonètica
Fonètica del Portuguès Europeu

### Dialectes
La diversitat dialectal del portuguès europeu ha estat caracteritzada, entre d'altres, per José Leite de Vasconcellos, Manuel de Paiva Boléo i Luís Filipe Lindley Cintra a partir sobretot de característiques fonètiques diferenciadores.

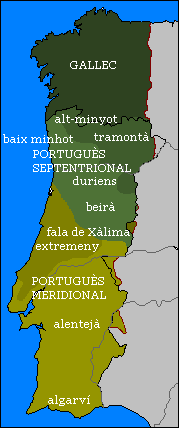
Dialectes del portuguès peninsular (no hi apareixen els de les illes portugueses)

Actualment es considera que en territori portuguès continental hi ha dues grans subdivisions dialectals: els dialectes septentrionals i els dialectes centre-meridionals. Els dialectes insulars, originalment descendents dels centre meridionals tenen particularitats fonètico-fonològiques molt marcades.
1. Açoriano (escoltar Arxivat 2006-08-29 a Wayback Machine.) - Açores
2. Alentejano (escoltar Arxivat 2006-06-26 a Wayback Machine.) - Alentejo
3. Algarvio (escoltar Arxivat 2006-06-26 a Wayback Machine.) - Algarve (hi ha un petit dialecte en la part occidental)
4. Alto-Minhoto (escoltar Arxivat 2006-08-29 a Wayback Machine.) - Nord de Braga (interior)
5. Baixo-Beirão; Alto-Alentejano (escoltar Arxivat 2006-06-26 a Wayback Machine.) - Centre de Portugal (interior)
6. Beirão (escoltar Arxivat 2006-06-26 a Wayback Machine.) - centre de Portugal
7. Estremenho (escoltar Arxivat 2006-07-15 a Wayback Machine.) - Regions de Coimbra i Lisboa
8. Galego - Comunitat autònoma de Galícia, Eo-Navia i el Bierzo
9. Madeirense (escoltar Arxivat 2006-06-26 a Wayback Machine.) - Madeira
10. Nortenho (escoltar Arxivat 2006-06-26 a Wayback Machine.) - Regions de Braga i Porto
11. Transmontano (escoltar Arxivat 2006-08-29 a Wayback Machine.) Trás-os-Montes

## Àrea geogràfica
El portuguès Europeu és parlat per gairebé 11 milions d'habitants de Portugal i pels emigrants i els seus descendents.

## Ortografia
Actualment l'escriptura del portuguès es regeix per les normes de l'Acordo Ortográfico de 1945 i per les alteracions de 1973, així com per l'Acordo Ortográfico de 1990.
L'aspecte que més distingeix l'ortografia portuguesa de la brasilera és mantenir certes consonants després de les lletres a, e i també o en paraules com facto, acto, electricidade, adopção, Egipto, etc.
En relació al Brasil, hi ha també certes diferències en l'accentuació gràfica en les vocals e i o tòniques dels vocables proparoxítons que són sovint obertes en la pronúncia portuguesa i, per això, s'escriuen: milénio, ténia, económico, António.

## Gramàtica

### Accentuació gràfica
A causa de les diferències de pronunciació entre el portuguès europeu i el brasiler, els accents que s'empren són en alguns casos distints entre una i altra varietat. Així, per exemple, al Brasil s'escriu harmônico i al Portugal harmónico, car el mot es pronuncia amb o tancada en el primer cas i oberta en el segon.

### Conjugació
En el portuguès europeu és molt freqüent l'ús de l'infinitiu en frase d'acció perllongada. 
La forma "a + infinitiu" també predomina en gallec, en el Mirandês, i és comú en les llengües Galego-Asturianes. La forma original amb gerundi encara és molt utilitzada a Baixo Alentejo, Algarve i Açores:
El gerundi també es fa servir en la literatura moderna per exemple en José Saramago i altres autors.

#### Formalismes
És freqüent usar o senhor, a senhora, você en persones desconegudes o més velles. En persones amb estudis superior, militars i polítics sovint es diu vossa excelência o sr. doutor i fins i tot sr. engenheiro.

#### Informalismes
El portuguès europeu utilitza tu.